# Staffansritt
Staffansritt eller staffansskede var en gammal folklig tradition kretsande kring Staffan stalledräng. Traditionen hörde normalt till Annandag jul, Sankt Staffans dag.
Staffan (Sankt Stefanos) var hästarnas skyddshelgon i den kristna tron och dagen (eller natten) ägnades åt kapplöpningar med olika inslag, som till exempel att prästen välsignade hästarna eller att man red ikapp till en källa som ansågs ha magiska egenskaper, där hästarna vattnades för att skänka dem hälsa och styrka under det kommande året. 
I senare tid började staffansritten hämta inslag från stjärngossetraditionen vid trettonhelgen, och man red istället runt i traktens gårdar och sjöng tiggarvisor och någon version av Staffansvisan. Staffansritten omvandlades med tiden till en staffansgång, och det hade då skett en sammansmältning mellan staffansryttarna och stjärngossarna. Stjärngossar som sjunger Staffansvisan infördes sedermera i Luciatåget och gav pojkarna en roll i Luciafirandet.
I svensktalande trakter i Finland var det vanligt att ordna så kallade staffansdanser på annandagen. Den rikliga trakteringen på staffansdansen samlades  in under en kollektivt planerad vandring med avancerade tiggeri- och sånguppvaktningar som hela lokalsamhället var involverat i. Från många byar i Åboland och på Åland finns från slutet av 1800-talet och början av 1900-talet detaljerade beskrivningar av dessa välplanerade dansarrangemang, som kunde pågå i flera dygn. Annandagen var i sydvästra Finland den verkliga upptågsdagen. Både ungdomar och vuxna klädde ut sig och sotade ansikten eller använde masker. Man kunde också ha klockor fastsatta på kläderna eller använda sig av stekpannor och kastruller att trumma på. Staffanstraditionens dominerande ställning i Åboland och på Åland innebar att andra utklädnings- och tiggartraditioner hamnade i skymundan. Även om det i traditionen finns tydliga influenser också till exempel från julbockar med aviga pälsar och horn eller från stjärngossetraditionerna med vita kläder, toppiga huvudbonader, stjärna i handen och en utklädd till Herodes, kallas kringvandringen alltid staffansvandring.